# Hossein Kalhor (Grasskiläufer, 1982)
Hossein Kalhor (* 28. Oktober 1982) ist ein iranischer Grasskiläufer. Er nahm bisher dreimal an Weltmeisterschaften teil und erreichte drei Podestplätze im Weltcup.

## Karriere
Kalhor bestritt seine ersten internationalen Rennen beim Weltcupfinale in Nové Město na Moravě im August 2004, blieb dabei jedoch außerhalb der Punkteränge. Kurz darauf erreichte er bei den FIS-Rennen im iranischen Dizin zwei Podestplätze. Im August 2005 nahm er an den FIS-Rennen in Branná teil, bei denen er als bestes Ergebnis Rang 19 im Slalom erreichte, und im September startete er bei der Weltmeisterschaft 2005 in Dizin. Hier war sein einziges Resultat der 15. Platz im Super-G. In der Saison 2006 nahm der Iraner nur an den FIS-Rennen in Dizin teil, bei denen er im Slalom seinen ersten Sieg feierte.
Zu Beginn der Weltcupsaison 2007 gewann Kalhor seine ersten Weltcuppunkte. In den Rennen von Dizin erreichte er den dritten Platz im Super-G und Rang vier im Riesenslalom, allerdings in Abwesenheit einiger Spitzenläufer. Am Ende der Saison konnte er in Rettenbach mit Platz 16 im Riesenslalom und Rang 21 in der Super-Kombination weitere Weltcuppunkte holen. Bei der Weltmeisterschaft 2007 in Olešnice v Orlických horách wurde er 22. in der Super-Kombination und 26. im Super-G.
Am 7. August 2008 gelang Kalhor mit Platz zwei im Super-G von Dizin sein bisher bestes Weltcupresultat. Am nächsten Tag erzielte er im Riesenslalom den sechsten Platz und kam damit in der Gesamtwertung der Saison 2008 auf Rang 32. Auch in der Saison 2009 erzielte Kalhor bei den Heimrennen in Dizin sein bestes Weltcupergebnis. Im Riesenslalom wurde er Sechster, im Super-G kam er auf Rang 13. Bei den Weltcuprennen in Maria Gugging Ende August belegte er Platz zwölf im Riesenslalom und Rang 14 im Slalom, womit er punktegleich mit dem Schweizer Philipp Menge Platz 15 in der Gesamtwertung erreichte. Bei der Weltmeisterschaft 2009 in Rettenbach fuhr der Iraner auf Platz 23 in der Super-Kombination, auf Platz 31 im Riesenslalom und auf Rang 38 im Super-G. Die Saison 2010 beendete Kalhor mit einem achten und zehnten Platz bei den Weltcuprennen in Dizin sowie einem Podestplatz in einem FIS-Riesenslalom an 21. Gesamtposition.
Nachdem er in der Saison 2011 nur an den FIS-Rennen in Dizin teilgenommen hatte, startete Kalhor in der Saison 2012 neben den FIS-Rennen auch wieder in den Weltcuprennen von Dizin sowie beim Weltcupfinale in Rettenbach. Mit Platz drei im ersten der beiden Super-G in Dizin erreichte er seinen dritten Podestplatz im Weltcup, in weiteren drei Weltcuprennen fuhr er unter die schnellsten zehn. Im Gesamtweltcup erreichte er als bester Iraner den elften Rang.
Neben dem Grasskilauf war Kalhor bis 2006 bei einigen alpinen FIS-Rennen, vorwiegend im Iran und in der Türkei, am Start. Er konnte sich dabei dreimal unter den besten fünf klassieren.

## Erfolge

### Weltmeisterschaften
- Dizin 2005: 15. Super-G
- Olešnice v Orlických horách 2007: 22. Super-Kombination, 26. Super-G
- Rettenbach 2009: 23. Super-Kombination, 31. Riesenslalom, 38. Super-G

### Weltcup
- 3 Podestplatzierungen